# Nagisa Fujimoto
Pour les articles homonymes, voir Tatsuki Fujimoto.
Nagisa Fujimoto est un joueur de shōgi professionnel japonais né le 18 juillet 2005 à Takamatsu dans la préfecture de Kagawa.

## Biographie et carrière
Nagisa Fujimoto est né en juillet 2005 à Takamatsu.
Il est devenu professionnel avec un classement de 4e dan en octobre 2022 après avoir terminé premier ex æquo du tournoi des 3e dan (avril-septembre 2022) avec 13 victoires et 5 défaites.
En 2023, à 18 ans, il devient le plus jeune joueur à remporter le tournoi professionnel Kakogawa Seiryū en battant Ryūma Yoshiike 2 à 0 en finale.
La même année, il est finaliste du tournoi des jeunes professionnels, le Shinjin-Ō.
Il est classé 5e dan à partir de mars 2024.
En 2024, il termine deuxième ex æquo du groupe « rouge » du tournoi des candidats au titre de Oi.